# Дубів Павло Володимирович
Дубів Павло Володимирович (1918) — український поет, журналіст, театрознавець.

## Життєпис
Народ. 25 травня 1918 р. у родині службовця. Почав друкуватися в 15 років. Навчався на літературному факультеті Харківського університету. У роки війни був вивезений німцями до Баварії, працював на металургійному заводі. По війні перебував у таборі для переміщених осіб, потім переїхав до Австралії. Друкувався в газеті «Вільна думка» (Сідней), альманасі «Новий обрій»; був редактором часопису «Церква і Життя».

## Творчість
Писав поезії, поеми, статті на літературно-мистецькі теми, рецензії.
Автор збірки «Струни вічності» (1984).
Окремі видання:
- Дубів П. Струни вічності. — Мельбурн, 1984.